# Army of the Dead
Army of the Dead (titulada: Ejército de los muertos en España y El ejército de los muertos en Hispanoamérica) es una película estadounidense de 2021 sobre zombis dirigida por Zack Snyder, con un guion de Snyder, Shay Hatten y Joby Harold, basado en una historia original de Snyder. La película está protagonizada por un reparto coral formado por Dave Bautista, Ella Purnell, Omari Hardwick, Ana de la Reguera, Theo Rossi, Matthias Schweighöfer, Nora Arnezeder, Hiroyuki Sanada, Tig Notaro, Raúl Castillo, Huma Qureshi y Garret Dillahunt. La trama sigue a un grupo de soldados que planean un atraco a un casino de Las Vegas en medio de un apocalipsis zombi.
La película se anunció en 2007, pero pasó varios años en el "infierno del desarrollo" en Warner Bros. antes de que los derechos fueran comprados por Netflix en 2019. Snyder fue anunciado como director, y el elenco se unió en los siguientes meses. El rodaje comenzó en julio de 2019, teniendo lugar en Los Ángeles, Nuevo México y Nueva Jersey, incluyendo el Atlantic Club Casino Hotel; Snyder actuó como su propio director de fotografía en la película. Chris D'Elia fue originalmente elegido para la película, pero después de que se hicieran varias acusaciones de mala conducta sexual contra él en agosto de 2020, Tig Notaro fue contratada para reemplazar su personaje y volvió a rodar sus escenas utilizando pantalla verde y dobles de cuerpo.
El ejército de los muertos se estrenó en algunos cines de Estados Unidos el 14 de mayo de 2021, y comenzó a transmitirse digitalmente en Netflix a partir del 21 de mayo. La película recibió elogios de la crítica por sus secuencias de acción, su humor y su reparto, pero fue criticada por su duración y su tono emocional.

## Argumento
Un convoy militar estadounidense que transporta un cargamento del Área 51 colisiona con un coche en la carretera, liberando un zombi. Este mata a varios soldados mientras infecta a otros dos. Los zombis se dirigen a Las Vegas, infectando a la mayor parte de la población de la ciudad. Tras una fallida intervención militar, el gobierno pone la ciudad en cuarentena. Un par de años después, el borde exterior de la ciudad se ha llenado de campamentos para personas que, oficialmente, deben ser aisladas por presentar síntomas de contagio, pero que extraoficialmente se trata de individuos considerados indeseables por el gobierno ya sea por su postura política, clase social, ascendencia étnica u opción sexual.
El propietario de un casino, Bly Tanaka (Hiroyuki Sanada), y su socio Martin (Garret Dillahunt) se acercan al antiguo mercenario Scott Ward (Dave Bautista) para proponerle un trabajo de recuperación de 200 millones de dólares de la caja fuerte de su casino antes de que los militares destruyan la ciudad con un ataque nuclear táctico. Ward acepta y recluta a sus antiguos compañeros de equipo María Cruz (Ana de la Reguera) y Vanderohe (Omari Hardwick), junto con la piloto de helicóptero Marianne Peters (Tig Notaro), el ladrón de cajas fuertes alemán Ludwig Dieter (Matthias Schweighöfer) y el francotirador Mikey Guzmán (Raúl Castillo), que trae consigo a su socia Chambers (Samantha Win). Martin se une al equipo para observarlos. La hija de Ward, Kate (Ella Purnell), que trabaja en un campo de cuarentena, los dirige a Lily "La Coyote" (Nora Arnezeder), una contrabandista que conoce la ciudad. Lily recluta a Burt Cummings (Theo Rossi), un corrupto y abusivo guardia de seguridad del campamento. Cuando Kate se entera de que Lily acompañó a su amiga Geeta (Huma Qureshi) a Las Vegas, Kate insiste en unirse al equipo a pesar de las objeciones de Ward.
La primera parte de la misión implica atravesar a pie el territorio zombi hasta el casino de Bly transportando combustible para los generadores del edificio y para el helicóptero abandonado en el techo. Tras un tenso encuentro con un zombi-tigre llamado Valentine al entrar en Las Vegas, Lily hiere a Cummings y le explica que no todos los zombis son cadáveres sin inteligencia; aquellos que han sido convertidos por Zeus, el zombi original, se transforman en una variante más inteligente y rápida conocido como Alfas, quienes generalmente están dispuestos a permitir el paso seguro a cambio de un sacrificio. Una hembra Alfa conocida como la Reina se lleva a Cummings al casino Olympus, donde Zeus lo infecta. 
Lily lleva al equipo a través de un edificio lleno de zombis normales que se encuentran hibernando, por lo cual deben moverse sin perturbarlos, Ward avanza marcando el camino a través de los zombis, pero cuando Chambers acusa a Martin de segundas intenciones, este la desvía del camino y ella accidentalmente despierta a los zombis, logra repeler a un puñado de estos gracias a sus habilidades en combate y armas pero finalmente es superada por los zombis. Guzmán en un acto de piedad le dispara al tanque de gasolina que ella transporta, provocando una enorme explosión matando a Chambers y a los zombis.
En el casino de Bly, Ward y Kate encienden la electricidad, mientras Peters intenta reparar el helicóptero del techo y Dieter trabaja en la bóveda asistido por Vanderohe. Martin y Lily se quedan fuera con el pretexto de vigilar, pero en su lugar atraen a la Reina hacia el exterior. Martin la decapita y toma su cabeza. Zeus descubre su cuerpo y la devuelve al casino del Olimpo, revelando que la Reina estaba embarazada de su hijo. Enfurecido, Zeus dirige a los Alfas al casino de Bly mientras un informe de noticias revela que el gobierno ha apresurado el ataque nuclear, dando al equipo aproximadamente una hora. Mientras Dieter abre la bóveda, Ward descubre que Kate se ha ido a buscar a Geeta. Cuando Ward y Cruz se disponen a buscarla, el ascensor se abre y los Alfas matan a Cruz.
Martin atrapa al equipo en el sótano, explicando que a Bly solo le interesa la cabeza del zombi, que puede crear un ejército de zombis para el gobierno y que vale más que el dinero de la bóveda; Lily explica que lo ayudó porque le prometió a cambio ayudar a liberar a los habitantes de los campamentos antes de la detonación. Mientras huye, Martin descubre que Lily ha robado la cabeza de la Reina justo en el momento que Valentine lo descubre y mata a golpes. Vanderohe intenta luchar contra Zeus pero es fácilmente vencido. Dieter se sacrifica para que Vanderohe entre a salvo en la bóveda. Ward, Lily y Guzmán llegan al vestíbulo, donde los zombis les atacan y rodean a Guzmán, por lo que éste detona sus granadas, matando a los zombis y destruyendo el dinero que llevaba. Zeus se enfrenta a ellos en el tejado. Lily lo distrae con la cabeza de la Reina para que Ward y Peters escapen. Zeus empala a Lily, pero ella destruye la cabeza de la Reina antes de morir.
Ward le pide a Peters que lo lleve al casino Olympus para rescatar a Kate. Allí, Kate encuentra a Geeta y mata a Cummings. Zeus los acorrala, pero Ward lo somete con un lanzagranadas. Geeta, Kate y Ward llegan a la azotea pero la encuentran vacía. Inicialmente piensan que Peters les ha abandonado, pero reaparece justo cuando Zeus llega al tejado. Los tres saltan a bordo del helicóptero, al igual que Zeus. Zeus domina a Ward y lo muerde. Kate golpea a Zeus antes de que Ward le dispare y lo mate. La bomba nuclear destruye la ciudad y los campamentos mientras la onda expansiva hace que el helicóptero se estrelle, matando a Peters y a Geeta. Kate sobrevive y encuentra a Ward, que le da dinero el poco dinero que logró conservar, para que empiece una nueva vida antes de convertirse en zombi. Kate lo mata y llora mientras llega un helicóptero de rescate.
Vanderohe sale de la cámara acorazada con el dinero restante. Conduce hasta Utah, donde alquila un avión privado que le lleve a Ciudad de México. Durante el vuelo, se siente mal y descubre que ha sido mordido.

## Reparto
- Dave Bautista como Scott Ward, un mercenario y fundador del grupo mercenario Las Venganza.
- Ella Purnell como Kate Ward, la hija distanciada de Scott que trabaja con la Organización Mundial de la Salud.
- Omari Hardwick como Vanderohe, un soldado.
- Ana de la Reguera como María Cruz, amiga de Scott y mecánica.
- Theo Rossi como Burt Cummings, un guardia de seguridad abusivo.
- Matthias Schweighöfer como Ludwig Dieter, un ladrón de cajas fuertes alemán.
- Nora Arnezeder como Lily, una francesa conocida como "La Coyote".
- Hiroyuki Sanada como Bly Tanaka, un multimillonario que orquesta el atraco.
- Garret Dillahunt como Martin, la mano derecha de Tanaka.
- Tig Notaro como Marianne Peters, una piloto de helicóptero encargada de transportar al equipo.
- Raúl Castillo como Mikey Guzmán, un francotirador.
- Huma Qureshi como Geeta, una refugiada y madre soltera.
- Samantha Win como Chambers, la amiga de Guzmán.
- Richard Cetrone como Zeus, el rey de los Zombis Alfa.
- Athena Perample como La Reina, reina de los Zombis Alfa
- Michael Cassidy como el sargento Kelly, un soldado del convoy estadounidense.

## Producción

### Desarrollo
El proyecto se anunció por primera vez en marzo de 2007, con Zack Snyder y Joby Harold trabajando en una historia original que Snyder concibió cuando realizaba su primera película, El amanecer de los muertos, en 2003. Universal Pictures (que distribuyó El amanecer de los muertos) y Warner Bros. Pictures (el estudio asociado a Snyder en aquel momento) se encargaron de financiar conjuntamente el proyecto. En 2008, Matthijs van Heijningen Jr. firmó como director. En enero de 2019, después de permanecer en el "infierno del desarrollo" durante varios años, Netflix adquirió los derechos de distribución del proyecto de Warner Bros. con Snyder como director. El cineasta también ejerció de coguionista junto a Shay Hatten, basándose en el guion original de la historia de Snyder y Harold. La película se comenzó a rodar a mediados de 2019, con un presupuesto reportado de $90 millones de dólares.

### Casting
Dave Bautista fue elegido para protagonizar la película en abril de 2019, mientras que Ella Purnell, Ana de la Reguera, Theo Rossi y Huma Qureshi se incorporaron al reparto en mayo.
En julio de 2019, Garret Dillahunt, Raúl Castillo, Omari Hardwick, Chris D'Elia, Hiroyuki Sanada, Nora Arnezeder, Matthias Schweighöfer, Samantha Jo y Rich Cetrone también se unieron al reparto de la película. En agosto de 2020, se anunció que Tig Notaro sustituiría a D'Elia, el cual fue eliminado de la película debido a acusaciones de mala conducta sexual. En marzo de 2021, Notaro fue insertada en la película a través de una combinación de volver a rodar escenas frente a un compañero de reparto y también utilizando la composición digital para incorporarla en las escenas debido a los protocolos de seguridad de COVID-19 que restringían a Snyder de volver a rodar escenas con el reparto.

### Rodaje
La fotografía principal comenzó el 15 de julio de 2019 en Los Ángeles, California, y Albuquerque, Nuevo México. El rodaje también tuvo lugar en el Atlantic Club Casino Hotel de Atlantic City, Nueva Jersey, que llevaba cerrado desde 2014. La dirección artística de la película fue realizada por Darshankumar Joshi, Geoffrey S. Grimsman y Brett McKenzie.
Snyder actuó como su propio director de fotografía y rodó la película con cámaras Red Digital Cinema hechas a medida.

### Posproducción
En marzo de 2021, Snyder confirmó que el trabajo en la película había concluido oficialmente.

## Estreno
Army of the Dead fue estrenada digitalmente por Netflix el 21 de mayo de 2021. La película también se proyectó en unos 330 cines Cinemark y otros 270 locales la semana anterior a su estreno digital, siendo la segunda vez que Netflix permitía que una de sus películas se reproduzca en una cadena de cines tras Crónicas de Navidad 2.
Junto con el estreno en Netflix se añadió un documental sobre el making-of, titulado Creating an Army of the Dead.

## Recepción

### Taquilla
La película consiguió $290,000 dólares en su primer día de estreno, y $780,000 dólares en su fin de semana de apertura en 430-600 cines. La cifra estuvo por debajo de las proyecciones de la industria, que había estimado un debut de $1.5-2 millones basada en la preventa, pero incluso así es la mejor apertura en cines para una película de Netflix, superando el marco de cinco días de $200,000 dólares de Roma en noviembre de 2018.

### Crítica
En el sitio web de agregador de reseñas Rotten Tomatoes, el 68% de las 275 críticas son positivas, con una calificación media de 6.1/10. El consenso de la crítica del sitio web dice: "Una ambiciosa y exagerada mezcla de atracos de zombis, El ejército de los muertos devuelve a Zack Snyder a sus raíces de género con un chapuzón convenientemente sangriento". Según Metacritic, que asignó una puntuación media ponderada de 57 sobre 100 basada en 43 críticos, la película recibió "críticas mixtas o medias". El público encuestado por PostTrak dio a la película una puntuación positiva del 83%.
En su artículo para Variety, Owen Gleiberman calificó a la película como "un espectáculo palomitero elegantemente grandioso y musculoso, pero convencional, que tiene algo para casi todo el mundo. Es una película de zombis. Es un suspenso de atracos. Es una historia de reconciliación sentimental entre padre e hija". Alonso Duralde de TheWrap escribió: "Hay suficiente gore, caos y decadencia en El ejército de los muertos para hacer una experiencia satisfactoria de película de zombis, y aunque es la mejor película que Snyder ha hecho desde su última "de los muertos", también es una que continuamente insinúa el trabajo más satisfactorio que podría haber sido".

## Futuro
En septiembre de 2020, se anunció que una película precuela y una serie de televisión de estilo anime estaban en desarrollo para ampliar la franquicia.

### Precuela
Se anunció que Matthias Schweighöfer dirigiría y protagonizaría Army of Thieves, cinta que tiene lugar antes de los acontecimientos de Army of the Dead y se centra en el personaje de Schweighöfer, Ludwig Dieter. La película también estuvo protagonizada por Nathalie Emmanuel, Guz Khan, Ruby O. Fee, Stuart Martin, Jonathan Cohen, Noemie Nakai y Peter Simonischek. La cinta, que comenzó a desarrollarse en octubre de 2020, concluyó su rodaje en diciembre de 2020.

### Serie animada
La serie de estilo anime se titulará Army of the Dead: Lost Vegas y se centrará en algunos de los personajes de Army of the Dead durante las primeras fases del brote zombi.